# Bergensbanen
Bergensbanen – linia kolejowa łącząca dwa największe miasta w Norwegii, Oslo i Bergen. Otwarta w 1909 linia jest jednym z najwyżej położonych szlaków kolejowych w Europie oraz uznawana jest za jedną z najbardziej malowniczych na świecie.
Trasa wiedzie przez jeden z największych płaskowyżów w Europie, Hardangervidda i przebiega na tym odcinku około 100 m powyżej linii występowania drzew. Pociąg pnie się w górę aż do wysokości 1237 m n.p.m. Budowa Bergensbanen była sporym wyzwaniem dla inżynierów, trasa wymagała bowiem zbudowania 182 tuneli o całkowitej długości 73 km, w tym jednego osiągającego długość 10 km, a także około 300 mostów przerzuconych nad licznymi strumieniami. W 1964 roku linia została zelektryfikowana. Czas przejazdu na tym 400 km odcinku wynosi 6,5 godziny.
Odnogą linii jest Flåmsbana z Myrdal do Flåm.